# پاگچی‌بهمیی
طالقانی۳، روستایی از توابع بخش مرکزی شهرستان رامهرمز در استان خوزستان ایران است
ساکنان اولیه آن کمایی.کلاه کج.میباشند

## جمعیت
این روستا در دهستان حومه‌شرقی قرار دارد و براساس سرشماری مرکز آمار ایران در سال ۱۳۸۵، جمعیت آن ۱٬۶۱۴ نفر (۳۳۰خانوار) بوده‌است.